# 蛇鶴八拳
『蛇鶴八拳』（じゃかくはっけん、原題：蛇鶴八歩、英題：Snake & Crane Arts Of Shaolin）は、1977年製作の香港映画。ジャッキー・チェン主演、チェン・チーホワ監督。

## 概要
ロー・ウェイの個人プロダクションに所属していた当時の若きジャッキー・チェン主演作品。今回ローは製作に留まり、スタッフは若手中心の編成で製作された。
ロー・ウェイの古い考えと横暴とも言える製作方針に早々から対立していたジャッキーが、やりたいことをスタッフとよく話し合い、互いに若い感性を活かして面白いものを作ることが出来た最初の作品。その分、何度も撮影は中断され、またはジャッキーのこだわりで何度も撮り直し、他の作品と掛け持ちをしながら長い時間をかけて作った作品。
敵のボスには『少林寺木人拳』に続いてカム・コンが扮し、初期ジャッキー作品では屈指の勝負を繰り広げる（カム・コンは同時期に『カンニング・モンキー/天中拳』でも敵のボスを演じた）。
全体的にハードで重めの展開であるが、後のコミッククンフーに繋がる要素も散見される。ジャッキー・チェンによると、その後の作品にもある少々生意気なキャラ設定など自分の持ち味を認識したという点でも重要な作品となったという。
日本では1983年2月19日に東映系で真田広之主演の『龍の忍者』との併映で公開された。

## ストーリー
少林寺八流派の長老たちが集まり、天下の平和を維持する目的で、それぞれの流派の長所を複合した究極の拳「蛇鶴八歩」が生み出された。
だがその後、8人の長老たちは突然失踪し、蛇鶴八歩の教本も行方不明になってしまった。時は流れ、数多くの流派は蛇鶴八歩を我がものにしようと教本の所在を捜すため狂奔していた。
そんなある日、酒場の諍いに巻き込まれた青年がいた。徐英風（ジャッキー・チェン）である。トラブルの最中、彼の懐から落ちたのは、「蛇鶴八歩」の教本だった。「徐英風なる男が教本を持っている」との噂はたちまちに世を駆けめぐる。

## キャスト
- 徐英風：ジャッキー・チェン
- 唐萍児（四川闘猛派当主）：ノラ・ミャオ
- 黒龍党首領・錢：カム・コン
- 黄珠：キム・チンラン
- 古堂王：ミャオ・ティエン
- 百里窮（赤鼻）：リー・マンチン
- 魯老怪：ウー・テーサン
- 黒龍党忠義堂主・古霊：ミャオ・ティエン
- 方世平：リー・ヤンコク
- 黄振中（黄珠の父、白虎派総帥）：タン・ラム
- 孫玉茹（錢の妻）：ラウ・ガーイン
- 客さん店主：ホー・コン
- リン長老：チャン・シー
- 王盈

### 日本語吹替
| 俳優               | TBS版                 | ブロードウェイ版 |
| ------------------ | --------------------- | ---------------- |
| ジャッキー・チェン | 石丸博也              | 山野井仁         |
| ノラ・ミャオ       | 小山茉美              |                  |
| カム・コン         | 仁内建之              | 手塚秀彰         |
| キム・チンラン     | 太田淑子 （寺門真希） |                  |
| リー・マンチン     | 滝口順平              | チョー           |
| ウー・テーサン     | 上田敏也 （西村太佑） | 相沢まさき       |
| ミャオ・ティエン   | 大友龍三郎            | 相沢まさき       |
| リー・ヤンコク     | 麦人                  | 古田信幸         |
| タン・ラム         | 千葉耕市 （不明）     | 堀川仁           |
| ラウ・ガーイン     | 吉田理保子            |                  |
| チャン・シー       | 石井敏郎              | 石波義人         |
| リン・チャオシュン | 金尾哲夫              |                  |
| ウォン・チーサン   | 広瀬正志              |                  |
| トー・ワイホー     | 金尾哲夫              |                  |
| ワン・チュン       | 小山茉美              |                  |
| ウー・ホンチャン   | 石井敏郎              |                  |
| ホー・コン         | 上田敏也              |                  |
| リー・ミンラン     | 金尾哲夫              |                  |
| ティン・ホン       | 広瀬正志              |                  |

- TBS版 - 初放送1984年3月25日 『月曜ロードショー』※BD、日本語吹替収録版DVD収録(約97分)、2024年4月22日放送のBS松竹東急では吹替完全版としてカット部分の追加吹き替えを実施。括弧内は追加時の代役。

## 制作
黄珠役の韓国の女優金正蘭（キム・チンラン）によると本作や『カンニング・モンキー 天中拳』などの香港、台湾、韓国との合作映画の場合、事前に台本が配られることは稀で韓国の映画会社が担当した韓国ロケシーンの台本しか事前に受け取ることができなかった。 そのため台湾の映画会社が担当した台湾での撮影では役柄に関する事前情報なしに現場でキャラクターを把握して演じたという。本作も台湾の撮影現場でその日の衣装を見て初めて少年役であることを知り、現場での通訳も韓国語が不自由なスタッフしかいないためほとんどニュアンスだけで演技しなければならなかった。例えば、「女なのに男装している。饅頭が食べたい。」という監督の指示を聞いて、「男装してパンを盗んで食べるシーン」と理解し演じた。隣で韓国語を少し知っているジャッキー・チェンが「かわいく」と付け加えると彼女はかわいい表情や鼻を鳴らす演技を加えるという具合だった。何の情報もなく現場で演技をするため、カメラに収まっていないにも拘らず一所懸命演技をしたという。そのおかげで監督が数シーン追加で撮影してくれたこともあった。
本作と『天中拳』の台湾の撮影現場はコミュニケーションが難しいだけでスタッフの雰囲気や待遇は良かった。各スタッフの分野ごとにきちんと準備が整っており、進行も順調で食事を抜いたり夜更かしすることもなく良いコンディションで撮影することができたという。撮影現場では、専属スタッフがいつも背の低い彼女のために足置きの台とお茶を入れた魔法瓶を用意してくれ付き添ってくれたという。さらに、台湾の制作チームは、当時、韓国国内では手に入らないスポンジの中敷きの背の高いブーツを特別に製作してくれるほど必要なものを丁寧に用意してくれた。
しかし、2階から飛び降りる程度のアクションは自分で演じなければならなかった。代役を見つけるのは難しくないが韓国には武術ができる小柄な人がおらず困惑することが多かった。

## スタッフ
- 監督：チェン・チーホワ
- 製作総指揮：ロー・ウェイ
- 製作：シュー・リーホワ
- 脚本：張信義
- 撮影：チェン・チョンユァン
- 武術指導：ジャッキー・チェン、ト・ワイ・ウォ
- 製作会社：羅維影業有限公司
- 日本版予告編ナレーション：広川太一郎

## 音楽
劇中内で他作品から流用されている音楽一覧。※順不同
| 曲名                                       | アーティスト                   | アルバム/オリジナルサウンドトラック                                   | 年   |
| ------------------------------------------ | ------------------------------ | --------------------------------------------------------------------- | ---- |
| Ice Floe                                   | The Pierre Arvay Ensemble      | Empty Horizons                                                        | 1974 |
| Roots Mural Theme Intro                    | Quincy Jones                   | Roots (The Saga Of An American Family)                                | 1977 |
| You In Americuh Now, African               | Quincy Jones                   | Roots (The Saga Of An American Family)                                | 1977 |
| Roots Mural Theme Bridge (Plantation Life) | Quincy Jones                   | Roots (The Saga Of An American Family)                                | 1977 |
| The Tanker                                 | Marvin Hamlisch                | The Spy Who Loved Me (Original Motion Picture Score)                  | 1977 |
| The Pyramids                               | Marvin Hamlisch                | The Spy Who Loved Me (Original Motion Picture Score)                  | 1977 |
| Anya                                       | Marvin Hamlisch                | The Spy Who Loved Me (Original Motion Picture Score)                  | 1977 |
| Jiangnan Spring                            | The Shanghai Chinese Orchestra | Treasures of Chinese Instrumental Music                               | -    |
| The Cable Car                              | Roy Budd                       | Paper Tiger (Original Motion Picture Soundtrack)                      | 1975 |
| The Buffalo Hunt                           | Laurence Rosenthal             | The Return Of A Man Called Horse (Original Motion Picture Soundtrack) | 1976 |
| Martian’s Patrol                           | Roger Roger                    | The Valentino Production Music Library                                | -    |
| Spell of the Unknown                       | Roger Roger and his Orchestra  | Major Records/Valentino, Inc. Production Music Library                | 1966 |

## 日本公開版

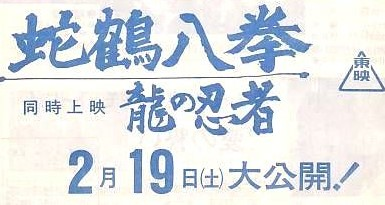
龍の忍者併映

日本公開は1983年2月19日(土）、既に何本もの主演作品が公開されてすっかり安定した人気を誇っていた比較的後期の公開である。公開に際して配給元の東映が、オリジナル主題歌 「デンジャラス・アイズ」（歌唱：小清水ミツル　作詞：グレゴリー・スター　作曲：林哲司）とオリジナルBGMを本編に挿入したオリジナル仕様であった。このバージョンは上映時のほかは、東映自身が発売した最初期のビデオソフト（ただし主題歌のみ使用でオリジナルBGMの使用は無し）及び、1984年3月25日TBS『月曜ロードショー』で初放送以降、初期のテレビ放送で幾度か放送された（TV放送版こそが劇場公開版）のみで、その後東映が権利を喪失した以降は放送されることはなくなり、長らく入手可能なビデオ類は全て香港公開版若しくは東南アジアでの公開版のみとなった。
VHS、DVD版など一部のソフトの裏ジャケットに印刷されたあらすじが本編と違う内容で書かれており、吹き替え版では主人公の名前や登場する団体名もテレビ版と違う呼び方をされている。徐英風（じょえいふう）→シュウ・ヤンファ、白虎派→タイガー党など。
2012年に発売されたブルーレイソフトには映像特典として吹き替え版を収録、ビデオの日本公開版をそのままコピーして収録し、ようやく「デンジャラス・アイズ」の流れるバージョンが再び日の目を見るに至った。
2016年12月に発売された国内版ブルーレイでは日本公開版フィルムをテレシネして全編収録しており、公開されてから33年振りに完全な日本公開版がソフト化された。
なお、本作に登場する拳「蛇鶴八歩」について、日本公開時の字幕などはすべて邦題通り「蛇鶴八拳」の表記であったが、テレビ放送時の吹き替えは原題に併せて「蛇鶴八歩の拳」という呼称となっていた。

## 韓国版蛇鶴秘拳
韓国版「蛇鶴秘拳」には従来のバージョンにはないシーンが存在する。劇中中盤で冒頭の三悪人らが用心棒を雇い、再度ジャッキーに闘いを挑むシーンがあるが従来のバージョンでは唐突に戦いになるが韓国版では用心棒と三悪人との間で報酬の金額交渉をするシーンが1分ほど追加されている。そのやり取りの最中にジャッキーが現れる構成となっており、演出上はこちらのほうが自然な流れとなっている。

## ロケ地
- 聖人瀑布(台湾）
- 宗廟(韓国）
- 北投中和禪寺（台湾）
- 電影文化城(台湾）
- 洪陵・裕陵(韓国）